# 西船橋駅

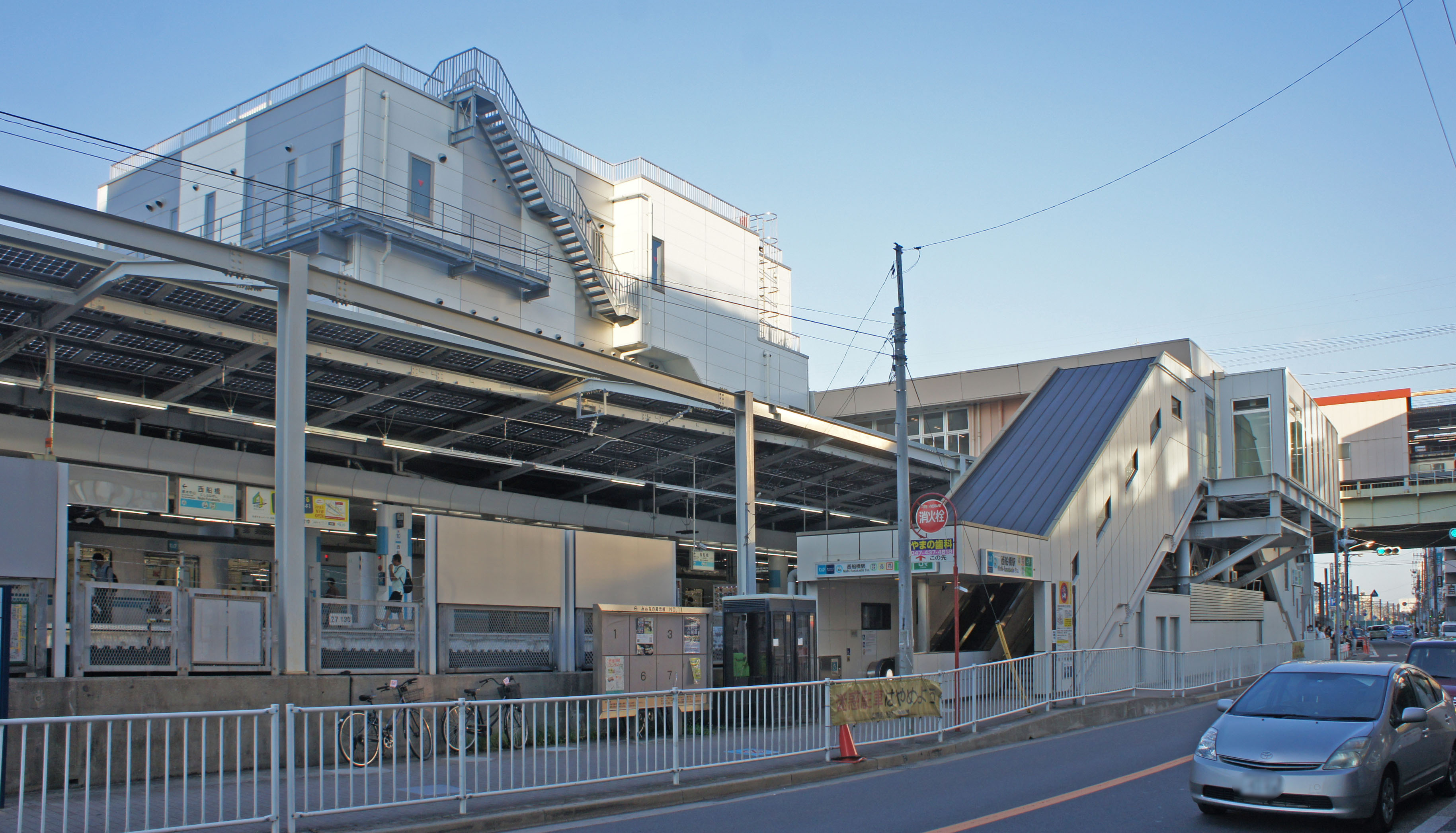
南口（2019年9月）

西船橋駅（にしふなばしえき）は、千葉県船橋市西船四丁目にある、東日本旅客鉄道（JR東日本）・東京地下鉄（東京メトロ）・東葉高速鉄道の駅である。

## 概要
当駅は中核市において最大の人口を擁する船橋市の中心駅である船橋駅と並ぶ交通の要所で、東日本旅客鉄道（JR東日本）の中央・総武緩行線（総武線各駅停車）・武蔵野線・京葉線、東京地下鉄（東京メトロ）の東西線、東葉高速鉄道の東葉高速線の3社5路線が乗り入れている。近傍に京成電鉄本線の京成西船駅・東中山駅・海神駅が位置している。隣接する船橋駅と共に日本屈指のターミナル駅として機能し、各路線の乗り換え客が多く混雑する。総武快速線の列車は全て通過するにも関わらず、利用客数は千葉県内で1位である。
古くから交通の要所で宿場町「船橋宿」（間の宿）として、近代は兵站物資の集積地・流通地としてそれぞれで繁栄するなど歴史的要因から、現代も交通要所である。当駅は中山競馬場利用者の交通利便も企図して設置され、後年に北隣で武蔵野線船橋法典駅が開業したが、競馬開催日などに当駅北口から中山競馬場まで臨時シャトルバスを京成バスグループが運行している。武蔵野線で最大の乗り換え駅である。
当駅は「西船（にしふな）」の通称が定着し、1966年（昭和41年）から1967年（昭和42年）に行われた駅周辺の住居表示実施で町名の「西船」が誕生した。
東京メトロの駅、また都営地下鉄も含めた東京の地下鉄全体、関東地方の地下鉄で、それぞれ最東端に位置する。

## 乗り入れ路線
JR東日本の各線（後述）、東京メトロの東西線、東葉高速鉄道の東葉高速線の3社の路線が乗り入れている。
JR東日本の駅に乗り入れる路線は総武本線・武蔵野線・京葉線（高谷支線・二俣支線）で、総武本線を当駅の所属線としている。総武本線は緩行線を走る中央・総武線各駅停車のみが停車する。武蔵野線は当駅を終点としているが、京葉線両支線と相互直通運転している。京葉線は当駅が高谷支線の終点、二俣支線の起点となっている。駅番号は総武線と武蔵野線でそれぞれ「JB 30」と「JM 10」が付与されており、京葉線は付与されていない。
東京メトロ・東葉高速鉄道の駅はそれぞれ「T 23」・「TR01」の駅番号が付与されている。地下鉄東西線は当駅が終点だが、当駅を起点とする東葉高速線およびJR総武線各駅停車（平日朝夕ラッシュ時のみ）と相互直通運転している。東西線と総武線を直通する電車は東京メトロの駅に発着する。
JR総武本線快速線（総武快速線）は当駅を通過する。1991年（平成3年）10月の千葉県議会で県側が「総武快速の「西船橋駅」停車は困難」と答弁する一方、2007年（平成19年）第2回船橋市議会定例会で市の企画部長が「千葉県や沿線の市町村がJR側に対して西船橋駅での総武快速線の停車を要望している」と答弁するが快速線ホーム新設の知見は見られない。
JR線は通常各駅停車だけの運行だが、大宮 - 勝浦を武蔵野線経由で運転した臨時特急「かつうらひなまつり号」が停車した。

### 運転停車
- 舞浜・東京ベイエリア号：日立駅 - 舞浜駅・東京駅間を常磐線・武蔵野線・京葉線を経由して運行する臨時急行列車である。
- わくわく舞浜号：日立駅 - 舞浜駅・東京駅間を常磐線・武蔵野線・京葉線を経由して運行する臨時急行列車で、我孫子駅は通過駅である[報道 1][報道 2]。

## 歴史

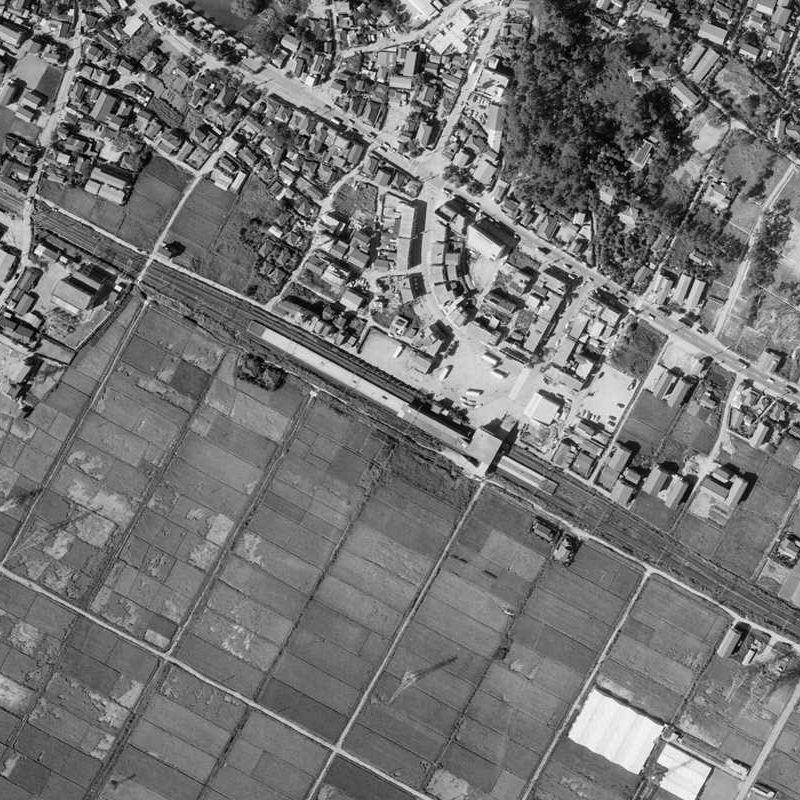
西船橋駅周辺の白黒空中写真（1966年8月）
※

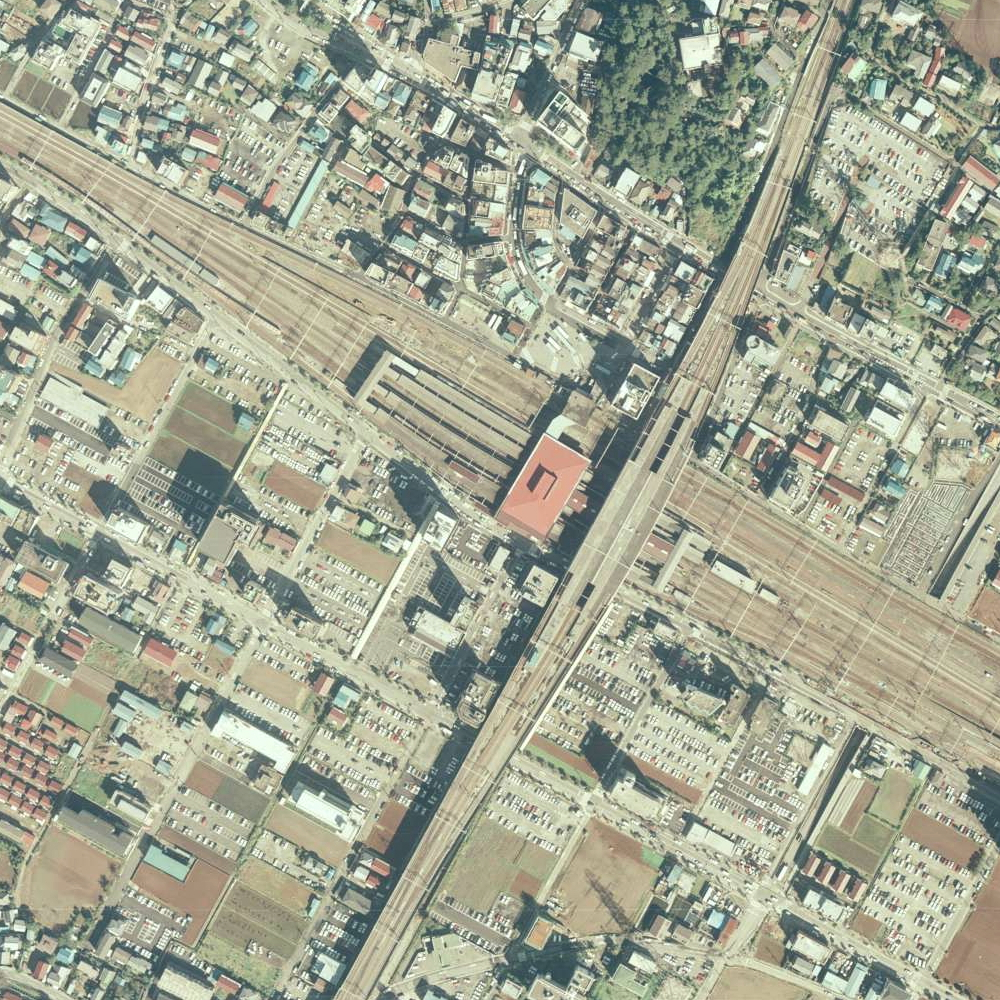
西船橋駅周辺の空中写真（1989年10月）
※

- 1958年（昭和33年）11月10日：国鉄総武本線の駅が旧駅舎で開業する[3]。当時は旅客のみ取り扱った。
  - 当時の駅舎は島式ホーム1面2線で、ホームは現在の総武快速線上に位置していたが、複々線化の際に旧ホームを撤去した[4]。
- 1968年（昭和43年）12月15日：総武線複々線工事で緩行線へ切り替え、新駅舎に移転する（橋上駅舎化）[5]。
- 1969年（昭和44年）
  - 3月29日：営団地下鉄東西線が開業し、国鉄総武線（各駅停車）と相互直通運転を開始する[3]。
  - 4月8日：貨物扱いを開始する[6]。
- 1978年（昭和53年）10月2日：国鉄武蔵野線が開業。9・10番線（現在の11・12番線）のみで営業開始。
- 1986年（昭和61年）
  - 3月3日：国鉄京葉線1期区間の西船橋 - 千葉港（現：千葉みなと）間が開業し[新聞 3]、京葉線は9・10番線を使用する。
  - 3月20日：国鉄がみどりの窓口を開設[新聞 4]。
  - 11月1日：貨物扱いを廃止する[6]。
- 1987年（昭和62年）4月1日：国鉄分割民営化に伴い、国鉄の駅は東日本旅客鉄道（JR東日本）の駅となる[3]。
- 1988年（昭和63年）12月1日：JR京葉線2期区間の新木場 - 南船橋間、市川塩浜 - 西船橋間、千葉港（現：千葉みなと） - 蘇我間、それぞれが開業し、武蔵野線の直通運転を開始する。
- 1992年（平成4年）1月23日：一般利用者が使用可能な緊急列車停止装置を55ヵ所に設置し、使用を開始する[新聞 5]。
- 1996年（平成8年）
  - 3月16日：東西線ホーム業務をJR東日本から営団地下鉄に移管する。
  - 4月27日：東葉高速鉄道線が開業し、営団地下鉄東西線と相互直通運転を開始する[新聞 6]。
- 2001年（平成13年）11月18日：JR東日本でICカード「Suica」の利用が可能となる[報道 3]。
- 2004年（平成16年）4月1日：帝都高速度交通営団（営団地下鉄）の民営化に伴い、東西線の駅は東京地下鉄（東京メトロ）に継承される[報道 4]。
- 2005年（平成17年）1月15日：駅ナカ「Dila西船橋」が開業する[新聞 7]。
- 2007年（平成19年）3月18日：改札口分割工事完成。東京メトロ・東葉高速鉄道でICカード「PASMO」の利用が可能となる[報道 5]。
- 2011年（平成23年）
  - 6月26日：駅ナカ「Dila西船橋」が改装を終えて再開業する[報道 6]。
  - 10月11日：北口の「Dila西船橋別館」、駅ナカ「Dila西船橋」がそれぞれ開業する[報道 7]。
- 2012年（平成24年）9月29日：びゅうプラザの営業を終了。
- 2013年（平成25年）3月31日：東京メトロが施工して、南口にエレベーターを設置する。
- 2015年（平成27年）
  - 3月28日：「東西線ソーラー発電所」計画の一環で東西線の駅に太陽光発電システムが導入される[報道 8]。
  - 6月9日：東西線ホームに発車メロディを導入する[報道 9]。
- 2018年（平成30年）4月1日：駅ナカ「Dila西船橋」は運営会社が変更されて「ペリエ西船橋」となる[報道 10]。
- 2020年（令和2年）11月27日：JR東日本の改札内に駅ナカシェアオフィス「STATION BOOTH」が開業[報道 11]。
- 2021年（令和3年）6月12日：総武線（各駅停車）ホームでホームドアの使用を開始[報道 12]。
- 2024年（令和6年）2月19日：みどりの窓口の営業を終了[7][8]。東京メトロや東葉高速鉄道の定期乗車券のみどりの窓口での取扱を終了[7][8][9][10]。
- 2025年（令和7年）度：JR東日本の2・3番線（総武線各駅停車）ホームでスリットフレームホームドアの使用を開始（予定）[報道 13]。

## 駅構造
橋上駅舎を有し、南北を連絡する自由通路が設置されている。北口はエレベーターとエスカレーター、南口はエスカレーターが設置され、2012年9月からエレベーターが設置工事されて2013年3月31日に使用開始された。改札内コンコース - ホーム間もエスカレーターとエレベーターが設置されている。
改札口はJR東日本単独と東京メトロ・東葉高速鉄道で分離されている。東京メトロ・東葉高速鉄道は構内を共有する共同使用駅で、東京メトロが管理しているが、改札業務ならびに券売機・精算機管理はJR東日本が受託している。JR東日本の改札口は自由通路の北口側、東京メトロ・東葉高速鉄道の改札口は南口側にそれぞれ設置されている。他の共用駅で並置が多い自動券売機はJR東日本と、東京メトロ・東葉高速鉄道がそれぞれ異なる場所に設置されている。駅舎は総武本線複々線化工事および東西線延伸の際に新設された。旧駅舎は北口の現快速線直上の売店などがある一角で（改修前写真を参考）、西川口駅などとともに最初期の橋上駅舎である。駅看板は北口をJR東日本、南口を東京メトロがそれぞれ制作している。
1階はJR総武線・東京メトロ東西線・東葉高速線のホーム、2階は改札やコンコースなどの駅設備、3階はJR武蔵野線・京葉線のホームがそれぞれある。
南側のホーム（5 - 8番線）は、東京メトロの社員が配置され、案内サインや発車標も東京メトロ仕様で、売店・自動販売機・トイレも個別にある。トイレ表示・時刻表・乗り換え案内などは2007年3月頃なら国鉄様式を使用していたが、2008年9月に新しい案内表示に順次変更され、ほかの東京メトロ駅と同様の路線図と当駅独自の東西線・東葉高速線の停車駅案内図が設置されている。東京メトロの時刻表は、かつては営団地下鉄が、現在は東京メトロが制作するものが更新以前から改札外に掲示されている。改札業務および券売機・精算機管理はJR東日本が引き続き行っている。
2000年代前半に「西船橋駅コスモスプラン」で構内が改良され、2005年に構内の2・3階に開業した駅ナカ「Dila西船橋」は書店・立ち食いそば・喫茶店などがある。東京地下鉄側は「MINiPLA西船橋」が開業した。従前施設と改装施設が併設する駅舎である。駅ナカ「Dila西船橋」は2011年6月26日に改装され、2011年10月11日に北口駅前広場に「Dila西船橋別館」が開業した。
2007年3月17日まで3社共用で1つの改札口を使用し、JR・東京メトロ共用駅の中野駅と同様に自動改札機と自動精算機はJR東日本のものを設置した。翌3月18日に東京メトロと東葉高速鉄道がSuicaと相互利用可能なPASMOを導入し、東京メトロ・東葉高速鉄道・JR総武線（地下鉄東西線との直通電車のみ）の改札口と、JRと東京メトロ・東葉高速鉄道・JR総武線（地下鉄東西線との直通電車のみ）の連絡改札口・自動精算機（乗り継ぎ用を含む）が設置された。
新設自動改札機は上部表示を東京メトロとした機器で、IC乗車券の読み取り部に「Suicaをふれてください」と記されている。東京メトロ線・東葉高速線の自動券売機も北側へ移転して運賃表も更新された。南側切符売り場上方の運賃表は国鉄とJR東日本が制作していたが、移転時に東京メトロが制作し、入口案内板や階段前のホーム誘導表示が新設された。

### JR東日本
船橋営業統括センター管理の副所長兼駅長配置の直営駅で、当駅以外に下総中山駅（総武線）、新八柱駅 - 船橋法典駅（武蔵野線）の各駅を管理している。総武線は島式2面3線を有する地上ホームで、東京メトロ東西線直通列車は地下鉄ホーム発着である。武蔵野線と京葉線は島式2面4線の高架ホームで、地上ホームとホーム上の総武線船橋駅寄りの位置でほぼ直角に交差する。1 - 4番線を総武線が、9 - 12番線を武蔵野線・京葉線が使用する。2・3番線は線路を共用している。
指定席券売機は自由通路北口側に設置されている。

#### のりば
| 番線       | 路線               | 方向 | 行先                     | 備考                                                                                                   |
| ---------- | ------------------ | ---- | ------------------------ | --- |
| 地上ホーム |                    |      |                          | |
| 1          | 総武線（各駅停車） | 東行 | 船橋・津田沼・千葉方面   | 東行のうち 東西線からの直通列車は5・6番線に発着                                                        |
| 2          | 総武線（各駅停車） | 東行 | 船橋・津田沼・千葉方面   | 朝に1本のみ東行が使用                                                                                  |
| 3          | 総武線（各駅停車） | 西行 | 錦糸町・秋葉原・新宿方面 | 当駅始発と一部の西行列車が使用                                                                         |
| 4          | 総武線（各駅停車） | 西行 | 錦糸町・秋葉原・新宿方面 | |
| 高架ホーム |                    |      |                          | |
| 9          | 武蔵野線 京葉線    | 上り | 新松戸・南浦和方面       | 一部の列車は11・12番線から発車 基本的に海浜幕張方面からの列車が9番線、東京方面からの列車が10番線に発着 |
| 10         | 武蔵野線 京葉線    | 上り | 新松戸・南浦和方面       | 一部の列車は11・12番線から発車 基本的に海浜幕張方面からの列車が9番線、東京方面からの列車が10番線に発着 |
| 11         | 武蔵野線 京葉線    | 上り | 舞浜・東京方面           | 一部の列車は9・10番線から発車 基本的に11番線が東京方面行き、12番線が海浜幕張方面行き                   |
| 12         | 武蔵野線 京葉線    | 下り | 南船橋・海浜幕張方面     | 一部の列車は9・10番線から発車 基本的に11番線が東京方面行き、12番線が海浜幕張方面行き                   |

（出典：JR東日本:駅構内図）

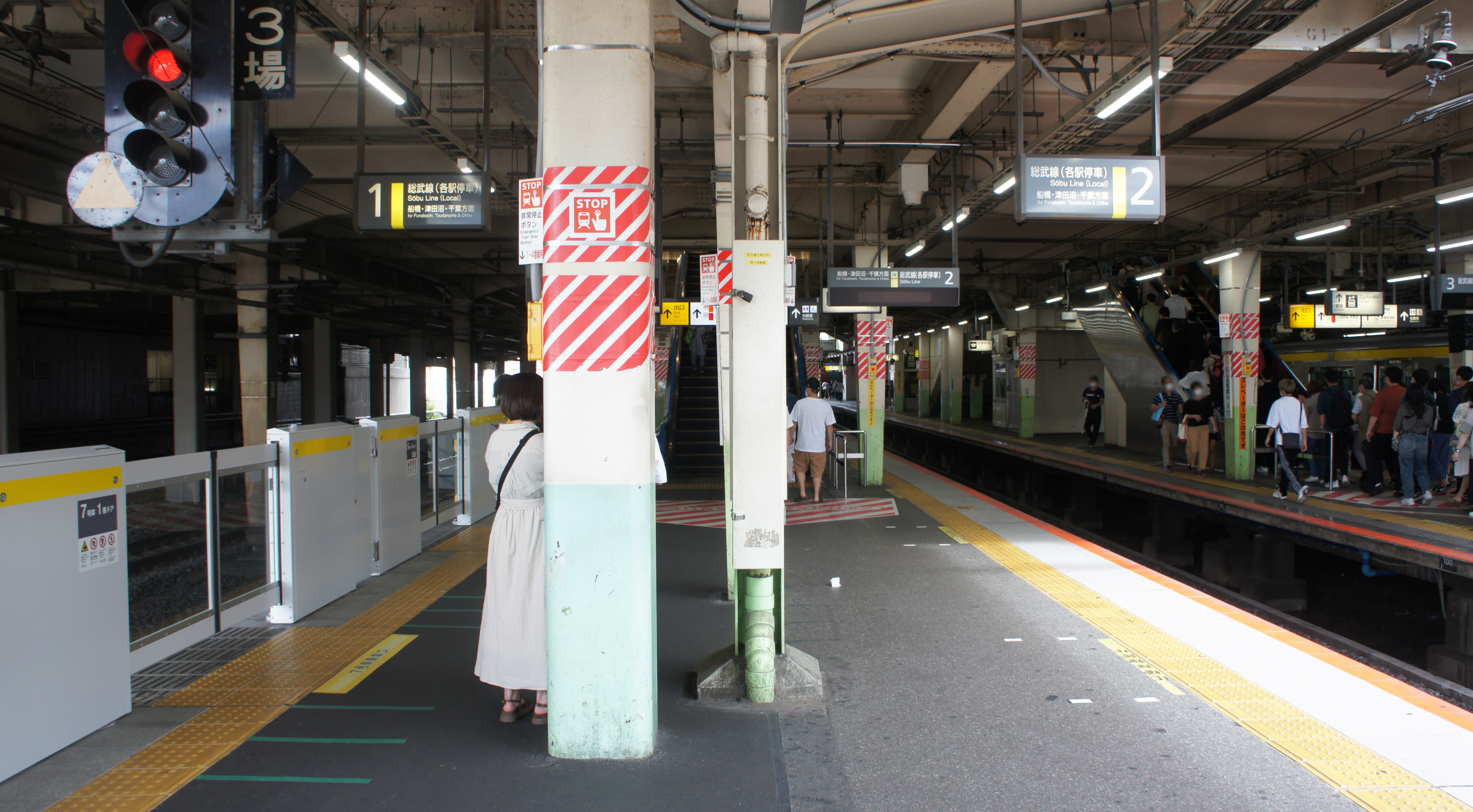
1・2番線（総武線）ホーム（2021年6月）
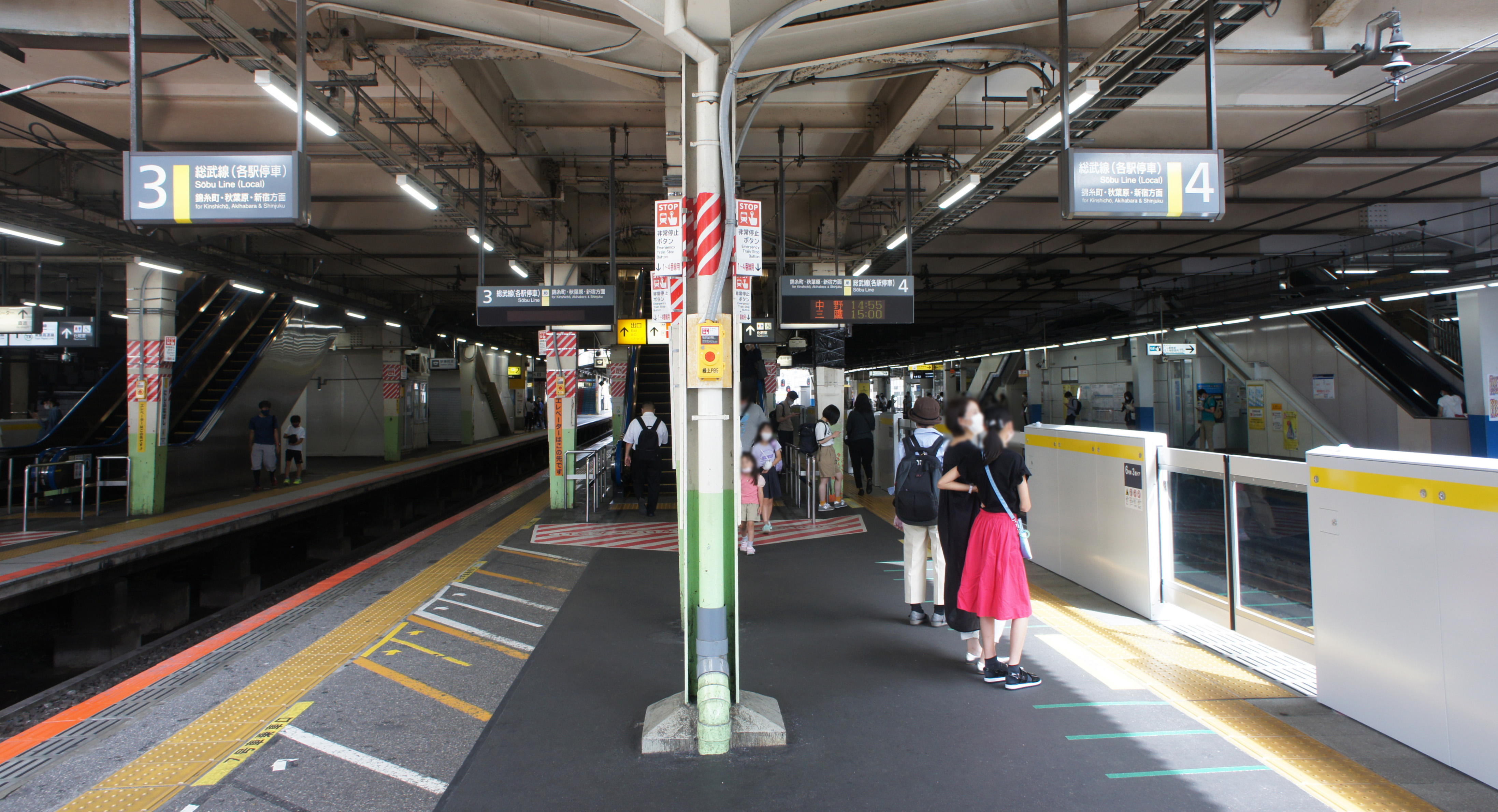
3・4番線（総武線）ホーム（2021年6月）
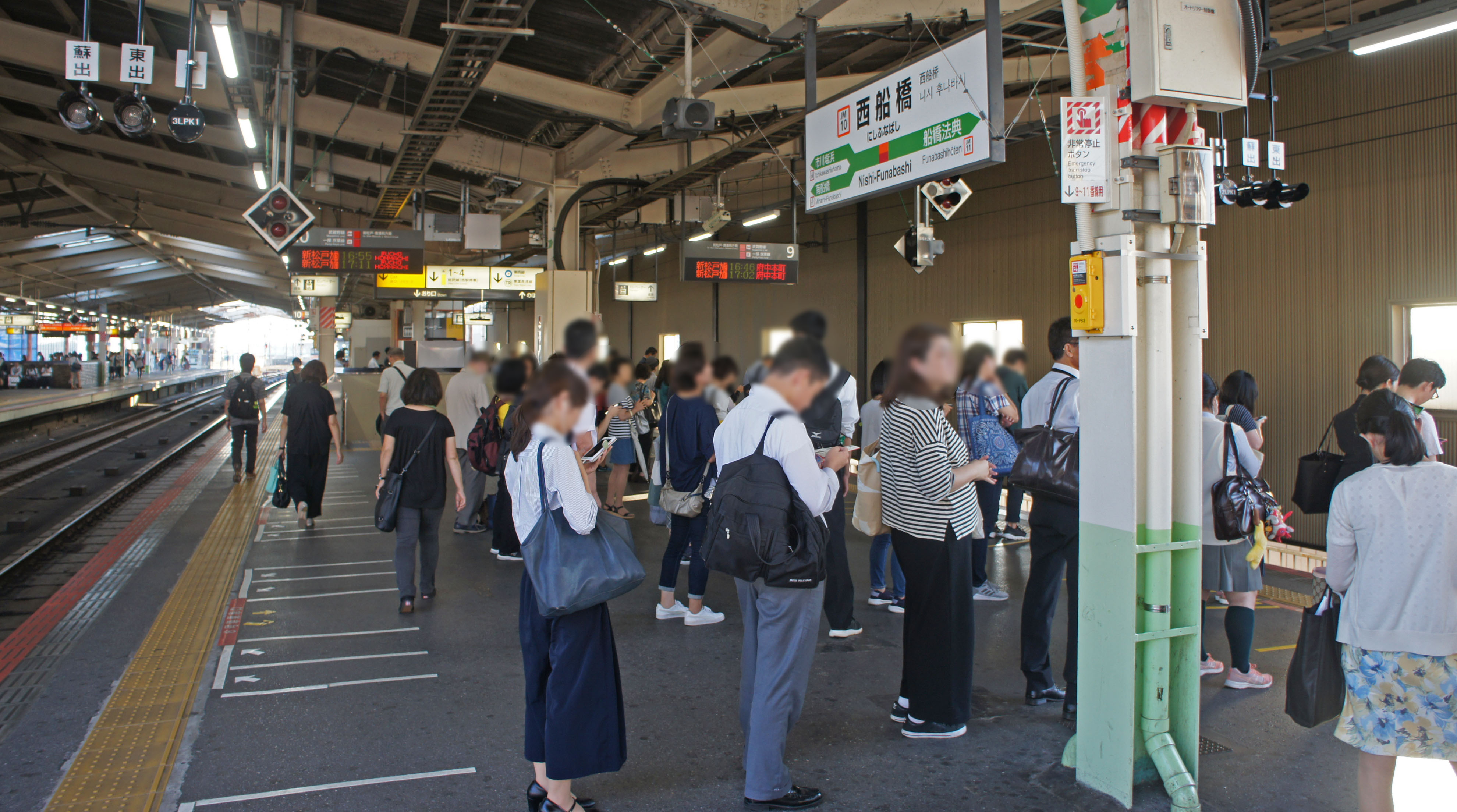
9・10番線（武蔵野線・京葉線）ホーム（2019年9月）
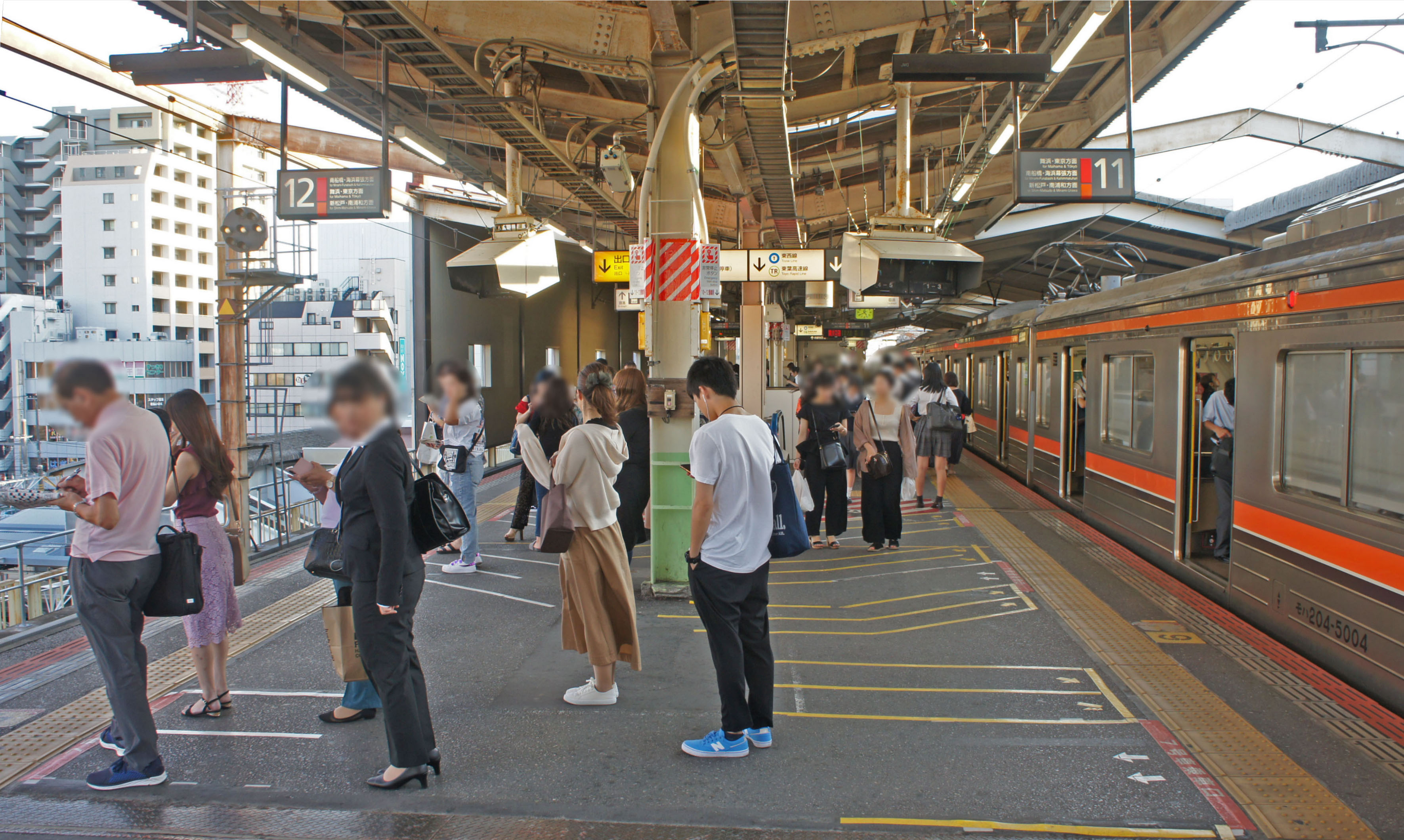
11・12番線（武蔵野線・京葉線）ホーム（2019年9月）
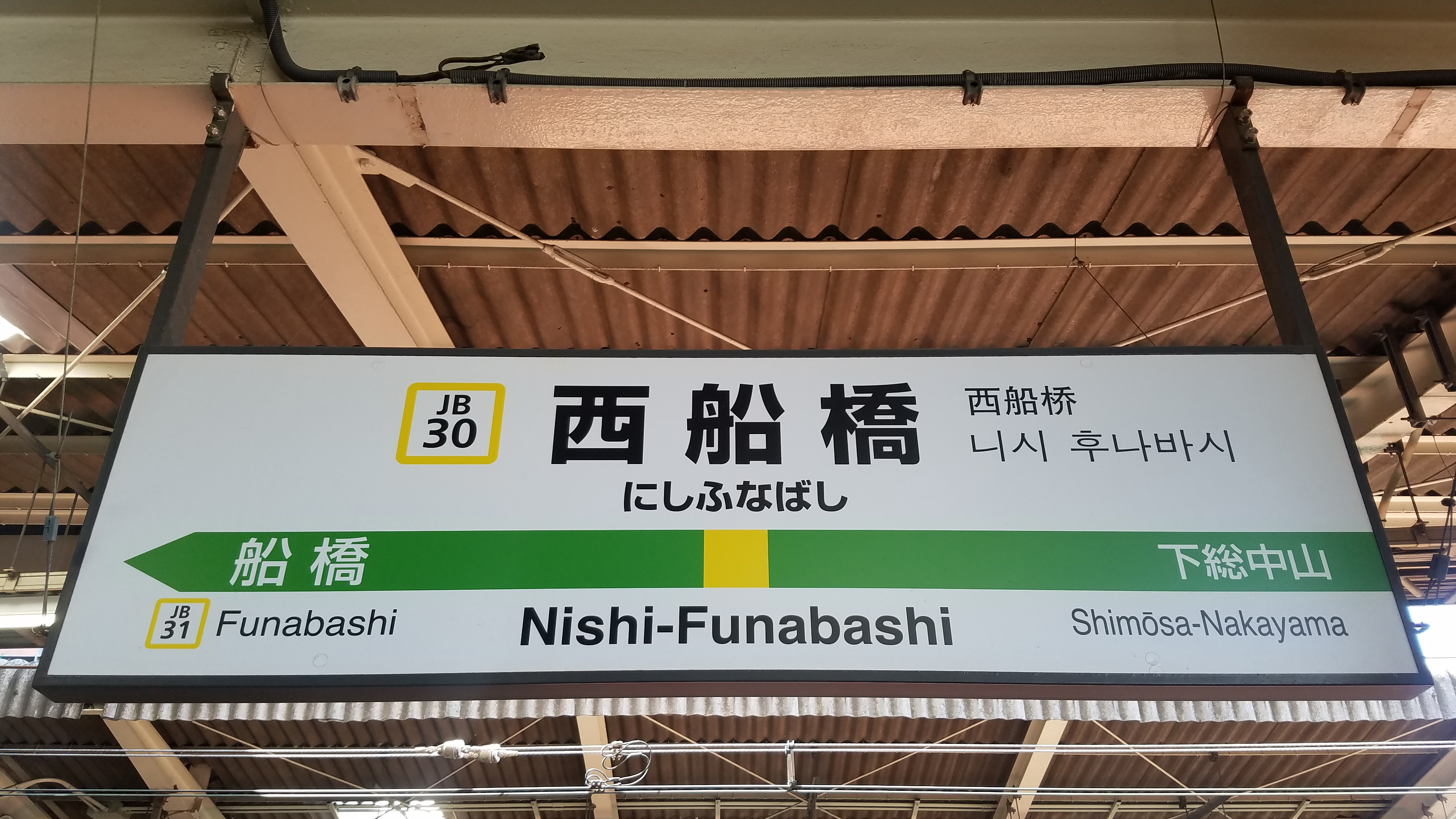
総武線の駅名標（2021年4月）
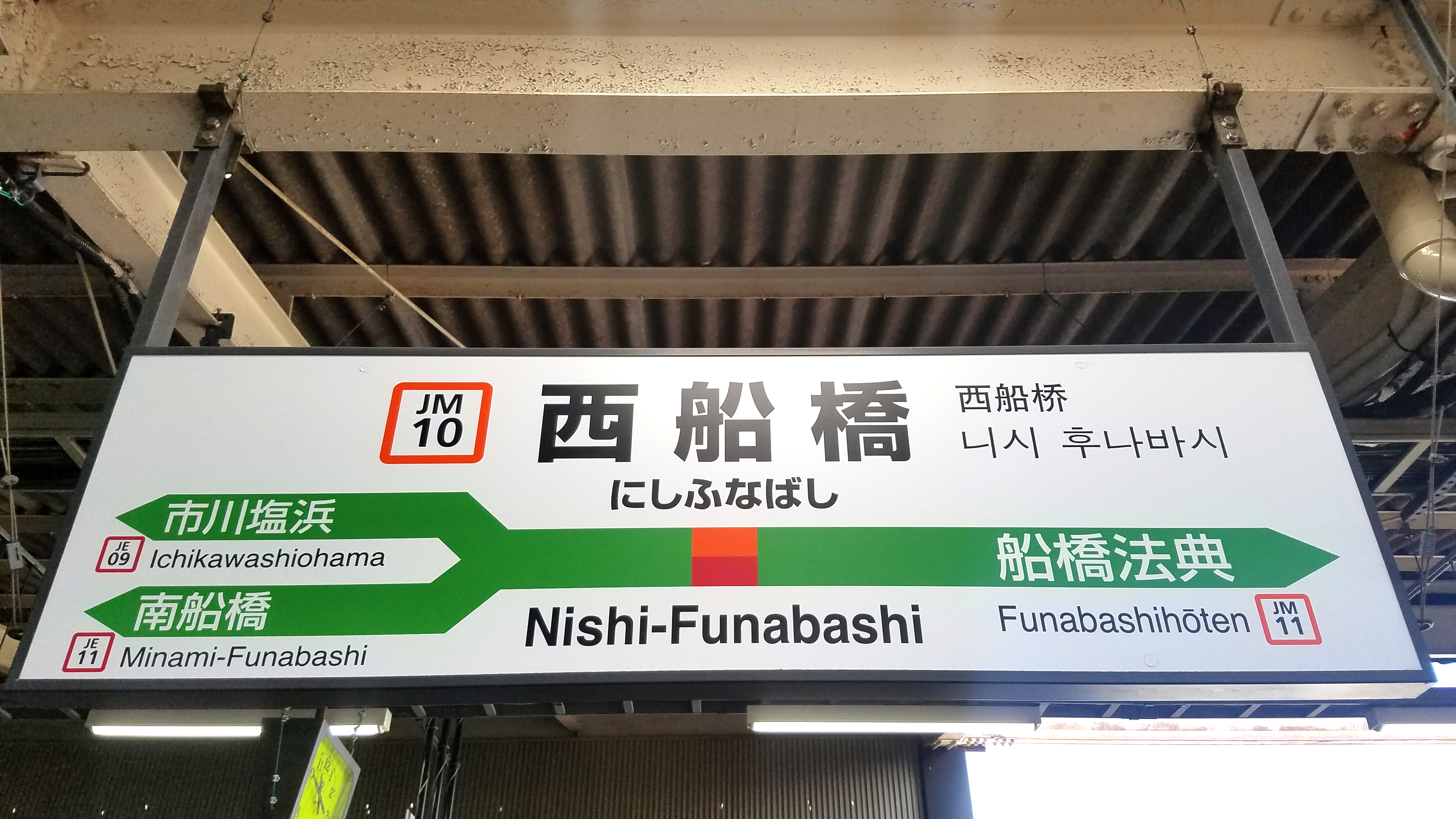
武蔵野線・京葉線の駅名標（2021年4月）

#### 特記事項
- 総武線は2面3線で、主に1・4番線で扱う。平日朝夕の地下鉄東西線から総武線の直通列車は5番線、朝の1本のみ6番線、逆方向は8番線から、朝と夕方に1本ずつ7番線から発車する。
- 2番線は、平日夕方1本と休日朝1本が使用するほかに発車はなく降車ホームとなる。
- 3番線は、平日の朝夕を中心に設定されている当駅始発の上り24本と一部列車が使用する。土休日は1本の当駅始発と一部の列車のみ使用する。
- 京葉線・武蔵野線ホームは9・10番線のみが10両に対応しており、京葉線の列車で京葉線の10両編成の車両を使用する列車は9・10番線発着となる。
- 京葉線や武蔵野線で輸送障害が発生した場合、直通運転を打ち切って当駅で折り返し運転を行う場合がある。線路の配線から発車番線が通常と異なり、9・10番線が京葉線東京方面または南船橋方面、11・12番線が武蔵野線府中本町方面となる。
- 総武線・武蔵野線ともに夜間当駅で外泊する運用がある。

### 東京メトロ・東葉高速鉄道・JR東日本（地下鉄東西線直通）
東西線・JR総武線（地下鉄東西線直通）と東葉高速線は島式2面4線を有する地上ホームである。5 - 8番線を使用する。
東京メトロと東葉高速鉄道の共同使用駅で東京メトロの管轄駅である。東京メトロ線と東葉高速線の定期券はJRが販売を代行し、JRのみどりの窓口にて当駅発着のみ購入可能であったほか、JR東日本線と連絡定期券でない東京メトロ線・東葉高速線の新規定期券は、磁気券でのみ発券可能であった。これは東西線の西端駅でJR東日本と共同使用する中野駅も同様であった。券売機は、東京メトロが設置しＪＲ東日本が管理する多機能券売機が設置されているが、新規定期券の購入とメトロポイントは利用できない。乗り越し精算機はJR仕様で、乗り越し精算の際に東京メトロの回数券を投入金として使用できない。
かつては現在のJR総武線・東西線・東葉高速線自動改札機の右隣に東葉高速線専用の自動券売機が並び、現金専用の旧式の自動券売機5台と受付窓口があった。現在は東京メトロ寄りへ2台が移転され、すべてがJR東日本と同機種の現金専用でPASMO・Suica対応の自動券売機がない。パスネットも対応していなかった。他の東葉高速線の駅はパスネット（対応終了）・PASMO・Suica対応の自動券売機が設置されている。移転元の切符売り場は撤去され、2008年9月から「そば処めとろ庵」などの店舗が営業している。
平日の朝夕限定で津田沼方面に直通運転を行っているが、東西線は当駅を境に東葉高速線との直通がメインとなっているように枝分かれ方式になっていることから直通時間と日にちが限定される直通先のJR総武線とは共同使用駅となっておらずホームが別々になっているため、他社線への直通との境界駅でありながら片側1社のみが共同使用駅となっていない唯一の駅である。

#### のりば
| 番線 | 路線               | 行先           | 備考                                                           |
| ---- | ------------------ | -------------- | -------------------------------------------------------------- |
| 5    | 東葉高速線         | 東葉勝田台方面 | 東西線からの直通列車（一部を除く）が使用                       |
| 5    | 総武線（各駅停車） | 津田沼方面     | 東西線からの直通列車（東行）が平日朝夕のみ使用                 |
| 6    | 総武線（各駅停車） | 津田沼方面     | 東西線からの直通列車（東行）が平日朝のみ使用                   |
| 6    | 東西線             | 中野・三鷹方面 | 当駅折り返し列車が使用                                         |
| 6    | 東葉高速線         | 東葉勝田台方面 | 平日朝夕のみ使用                                               |
| 7    | 東葉高速線         | 東葉勝田台方面 | 東西線から直通の早朝2本のみ使用                                |
| 7    | 東西線             | 中野・三鷹方面 | 朝夕の一部を除き、当駅折り返し列車が使用                       |
| 8    | 東西線             | 中野・三鷹方面 | 東葉高速線・ 総武線からの直通列車と 引き込み線からの始発が使用 |

（出典：東京メトロ:構内図）

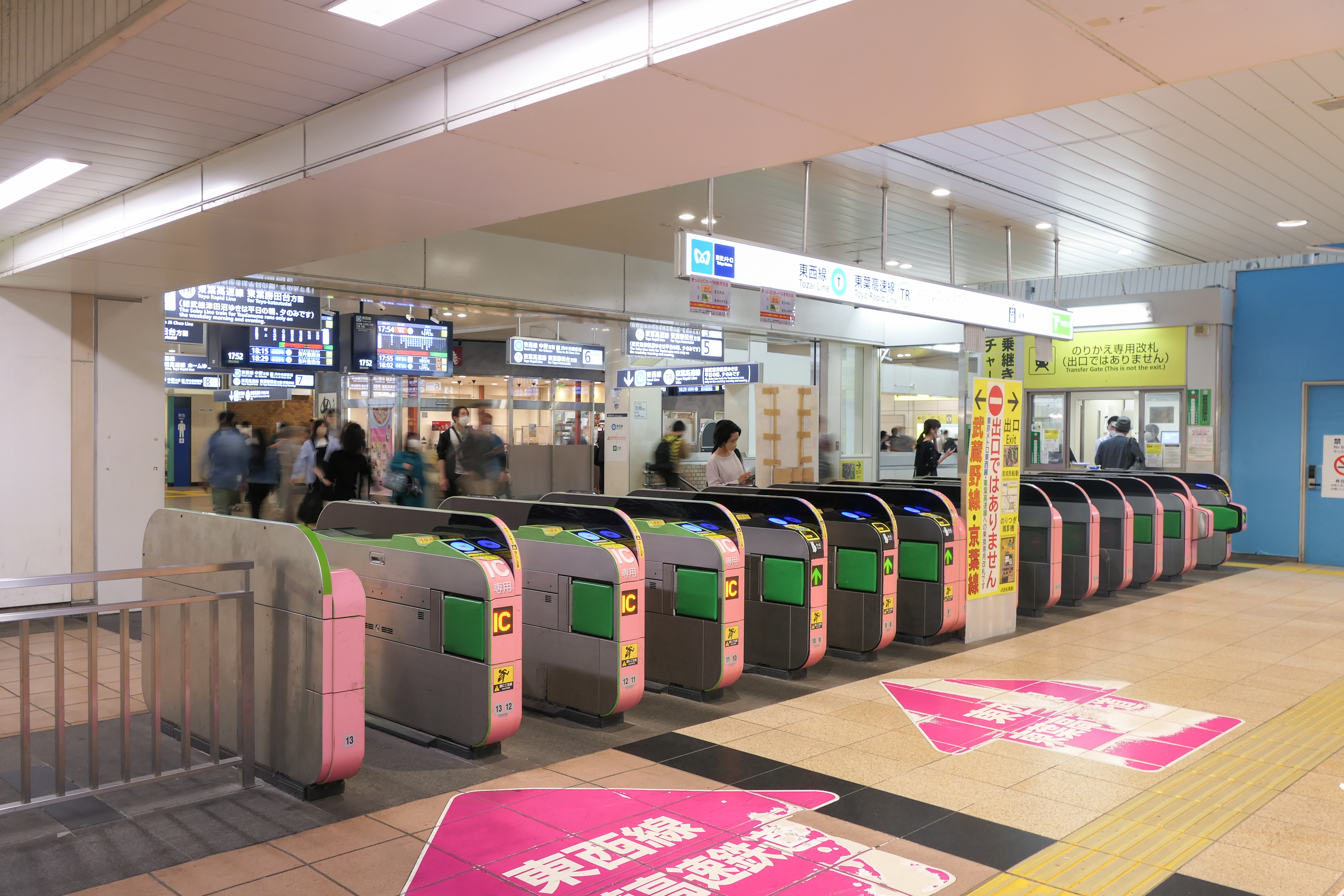
東京メトロ・東葉高速鉄道・JR連絡改札口（2023年5月）
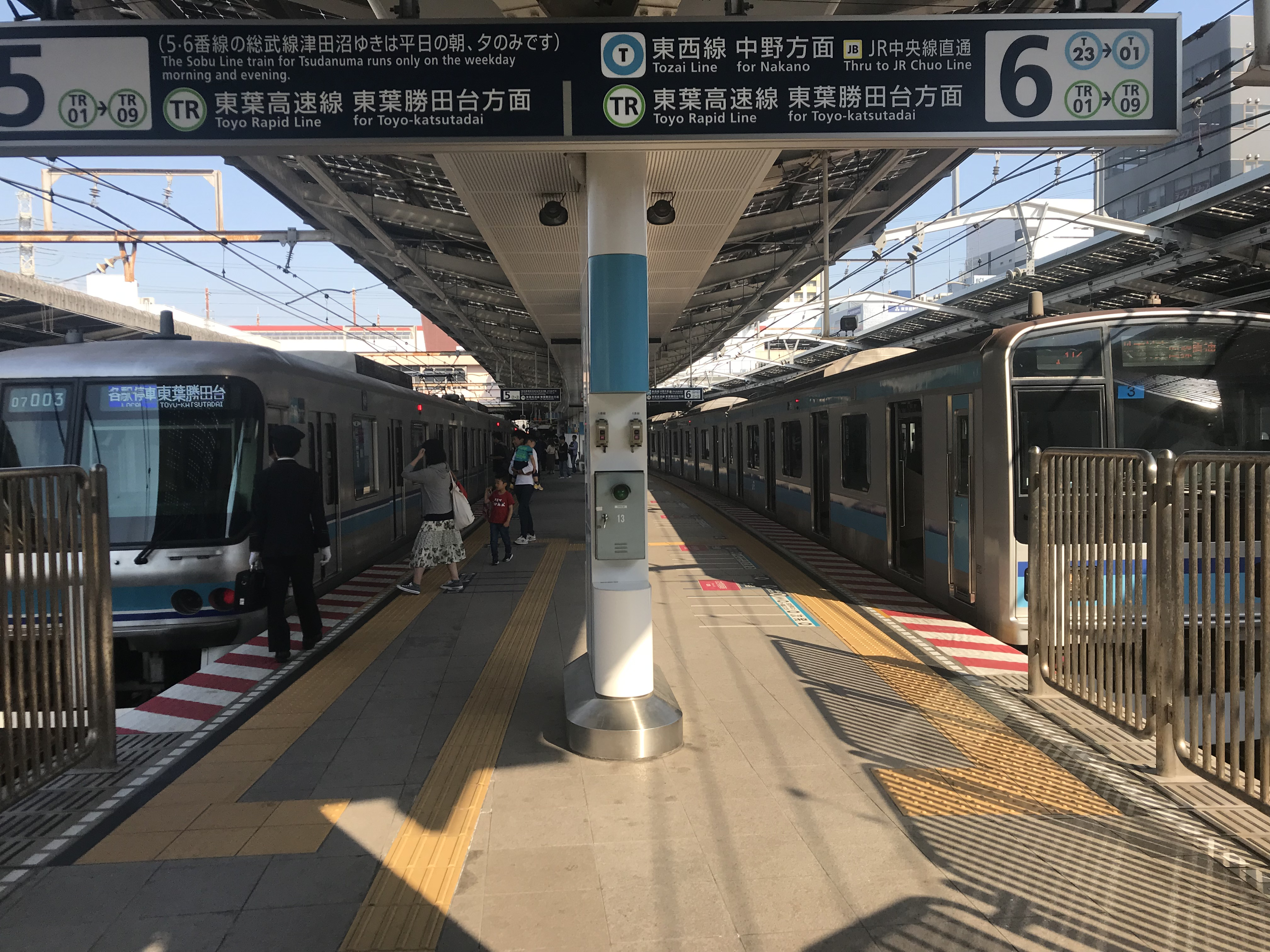
5・6番ホーム（2019年5月）
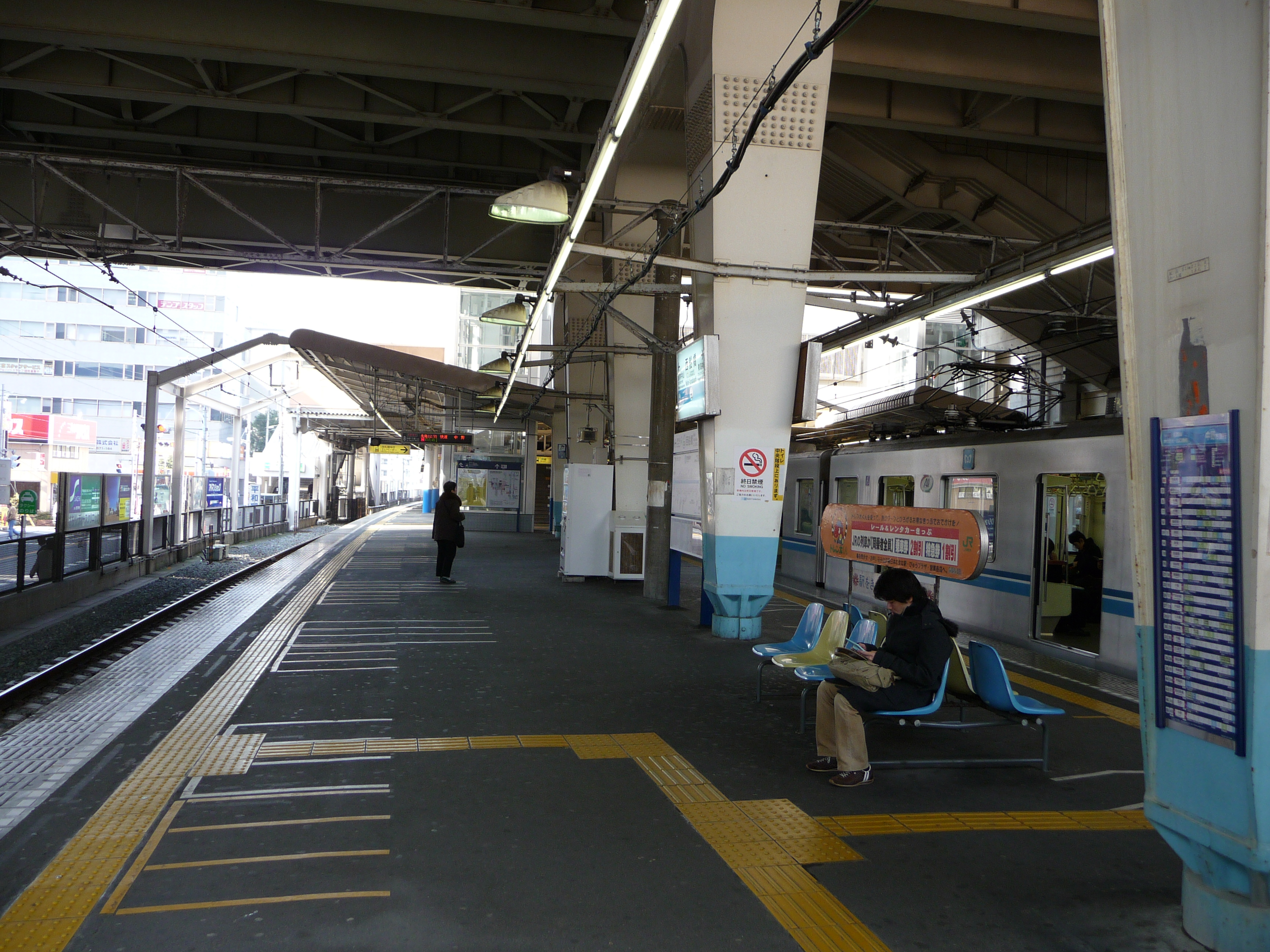
7・8番ホーム（2009年2月）※朝ラッシュ時に対応可能な広めのホーム
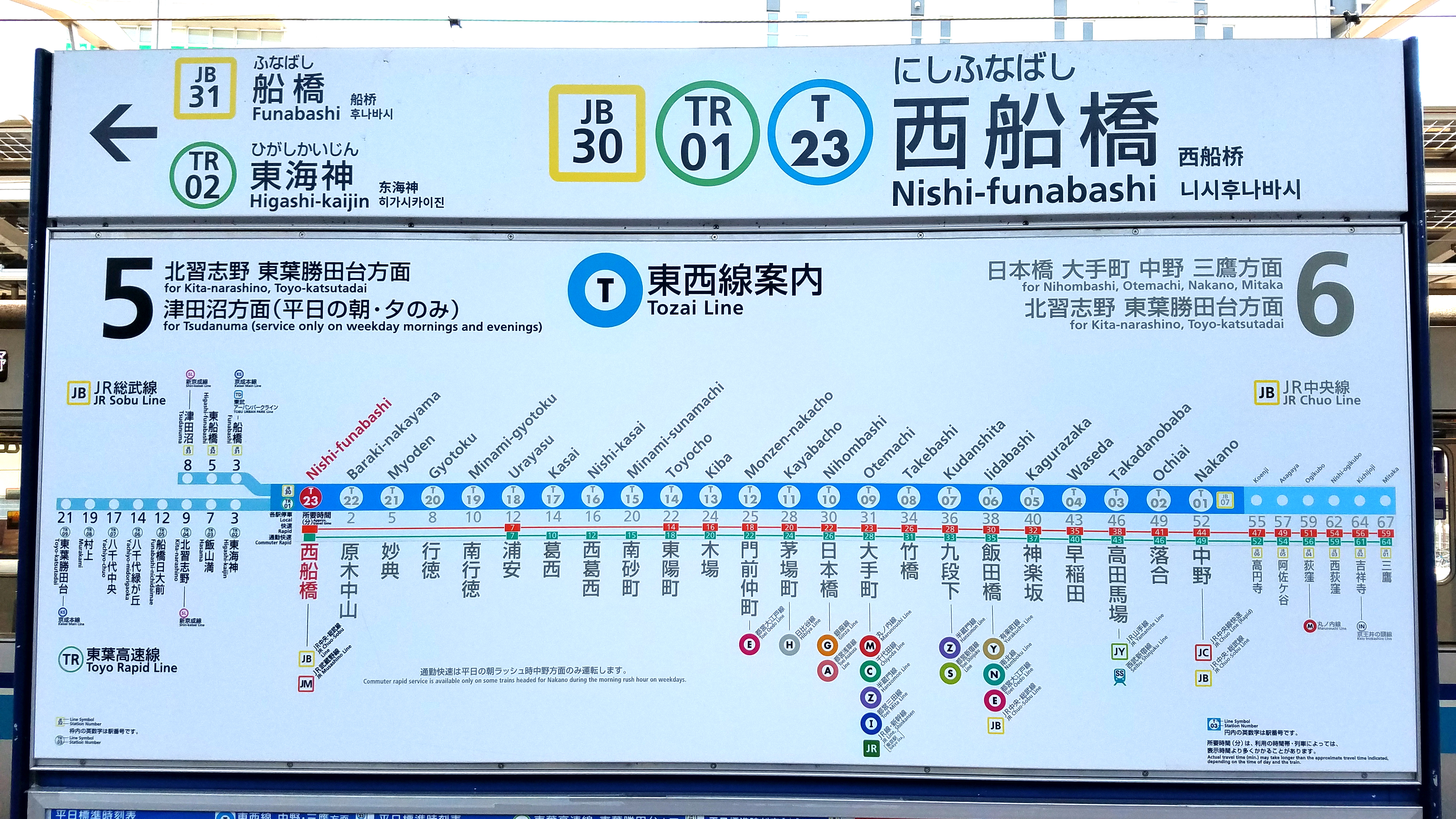
東西線・東葉高速線・総武線の駅名標（2020年5月）

#### 特記事項
- 2016年3月のダイヤ改正で8番線の東葉勝田台行きは廃止された。
- 平日朝夕のみ運転される東西線から直通の総武線津田沼行は、5・6番線から発車する。
- 夜間留置は6・7番線と、引き上げ線にて行われる。

### 連絡改札口設置に伴う取り扱い[16]
2007年3月18日にSuicaとPASMOの相互利用が開始されて改札口が分割され、東京メトロ線・東葉高速線も自動改札機を設置し、JR線と東京メトロ線・東葉高速線・JR総武線（東京メトロ東西線直通）の連絡改札口が設置され、下総中山・原木中山寄りと船橋・東海神寄りの乗換用跨線橋も連絡改札口が新設された。当駅から中野方面、中野方面から当駅へそれぞれ向かう場合、JR線経由と東京メトロ線経由の識別が可能となる。
下総中山・原木中山寄りの乗換用跨線橋は2007年3月18日から2025年3月14日までは6時-10時と16時-23時のみ利用可能となるも、2025年3月15日より、10時-16時も18年ぶりに利用可能となった。
2023年3月1日より、双方の乗換用跨線橋にある連絡改札口はICカード専用となった。
東京メトロ線・東葉高速線・JR総武線（東西線直通）の改札から交通系ICカードのSF利用で入場し、他社と改札内を共有していないJR東日本の駅（船橋駅など）で出場した場合、西船橋からJR東日本線単独で利用した場合と東京メトロ線を経由し中野または北千住で乗り換えた場合の運賃を比較して安価な運賃が出場駅で差し引かれる。
東京メトロ線・東葉高速線・JR総武線（東西線直通）の自動改札は、西船橋から船橋経由津田沼行きなど、JR東日本線単独のきっぷは入場できず、JR総武線（東西線直通）を利用する場合は有人改札を経由する。交通系ICカードやIC・磁気定期券を利用する場合は入場可能である。

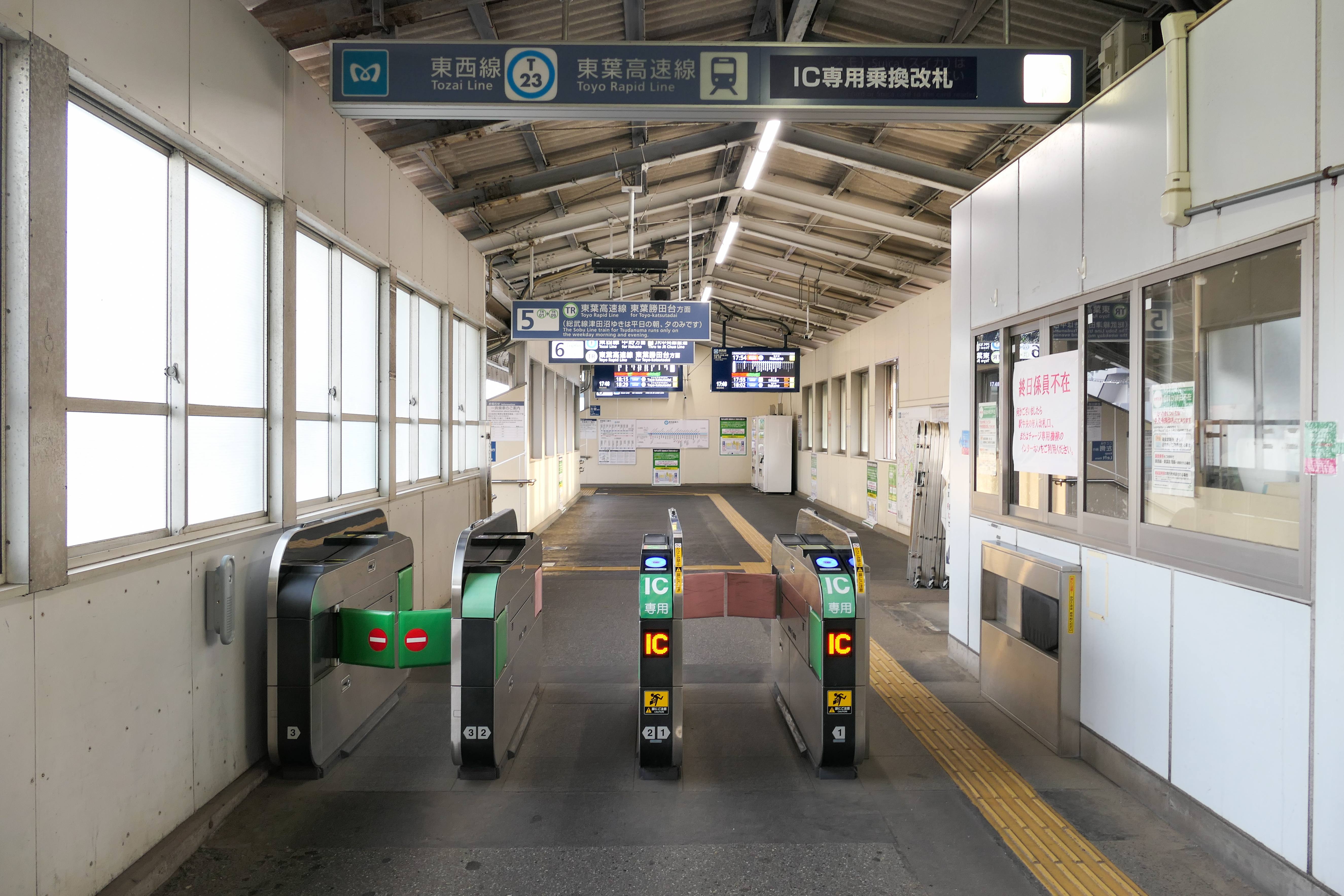
下総中山・原木中山寄り連絡改札口（2023年5月）
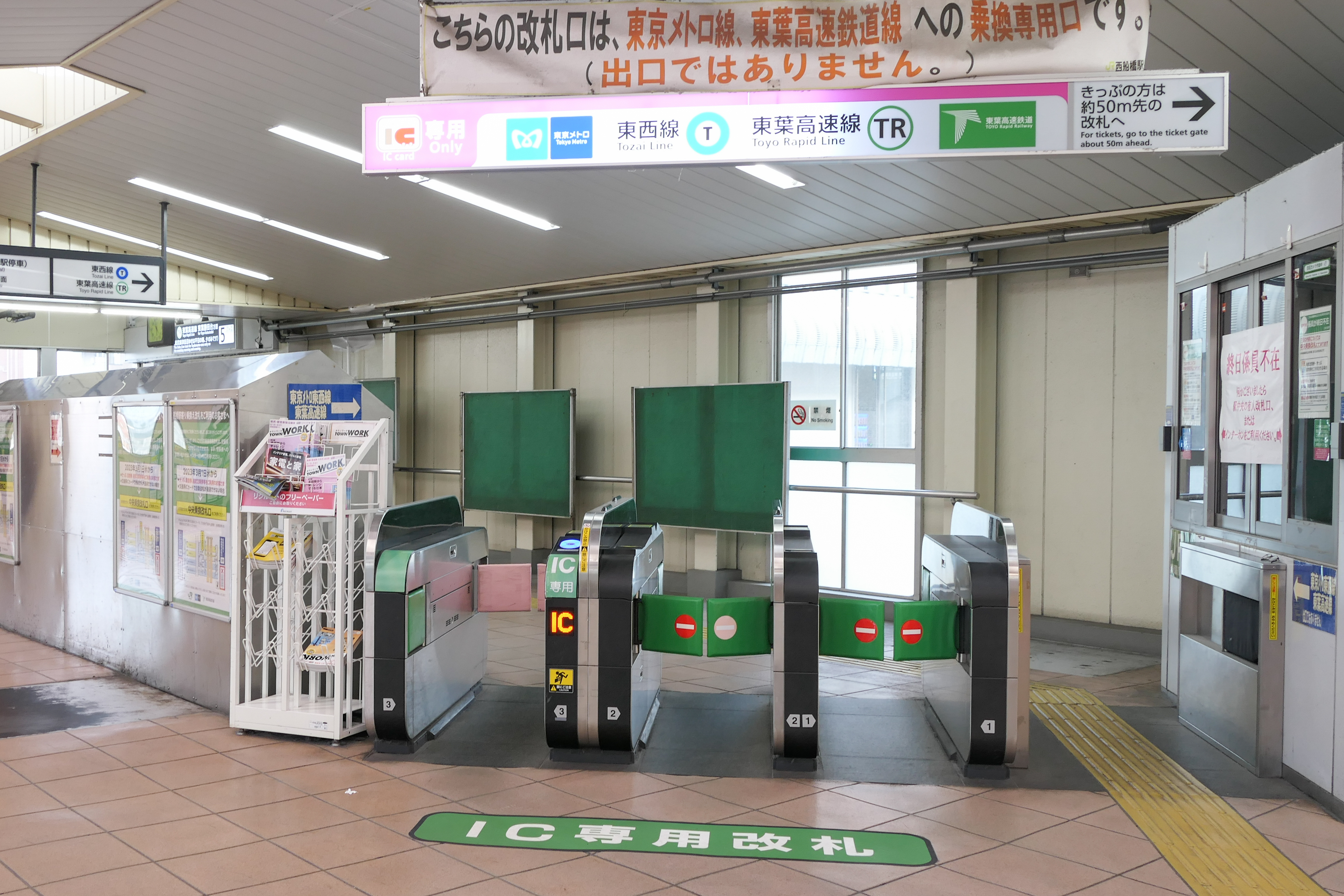
船橋・東海神寄り連絡改札口（2023年5月）

### 配線図
| | ↑ 北習志野・ 東葉勝田台方面       |                            |
| ← 錦糸町・秋葉原 ・新宿・中野・ 三鷹 方面 | 西船橋駅地上ホーム 鉄道配線略図   | → 船橋・津田沼 ・千葉 方面 |
| | ↓ 東陽町・大手町・中野・三鷹 方面 |                            |
| 凡例 出典:以下を参考に作成。 * 祖田圭介、「西船橋駅付近の配線略図」、「特集 短絡線ミステリー9 － 東京都心の鉄道複雑エリア、II 列車の走行ルート」、交友社『鉄道ファン』第48巻6号（通巻第566号）2008年6月号、38頁 図30。 * JR東日本公式ウェブサイト 各駅情報（西船橋駅） 構内図 ※ 図中▲は当駅以西東西線を走行する列車、▲は中央総武緩行線を走行する列車を表す。 |                                   |                            |

- 東葉高速線が開業する前は引き上げ線が3本あり、現在の東葉高速線の線路の一部が引き上げ線となっていた。

| 運転番線 | 営業番線 | ホーム | 御茶ノ水方面着発 | 大手町方面着発 | 東葉勝田台方面着発 | 千葉方面着発 | JR引上げ線着発 | メトロ引上げ線着発 | 備考             |
| -------- | -------- | ------ | ---------------- | -------------- | ------------------ | ------------ | -------------- | ------------------ | ---------------- |
| 1        | 1        | 10両分 | 到着可           | 不可           | 不可               | 出発可       | 不可           | 不可               | 緩行線下り主本線 |
| 2        | 2,3      | 10両分 | 到着・出発可     | 不可           | 不可               | 到着・出発可 | 入出区可       | 不可               | 両側にホーム有   |
| 3        | 4        | 10両分 | 出発可           | 不可           | 不可               | 到着可       | 出区可         | 不可               | 緩行線上り主本線 |
| 4        | 5        | 10両分 | 不可             | 到着可         | 出発可             | 出発可       | 不可           | 入出区可           |                  |
| 5        | 6        | 10両分 | 不可             | 到着・出発可   | 出発可             | 出発可       | 不可           | 入出区可           |                  |
| 6        | 7        | 10両分 | 不可             | 到着・出発可   | 到着・出発可       | 到着可       | 不可           | 入出区可           |                  |
| 7        | 8        | 10両分 | 不可             | 出発可         | 到着・出発可       | 到着可       | 不可           | 入出区可           |                  |

- 総武快速線は省略。

* 参考資料：「西船橋駅付近の配線略図」「特集 短絡線ミステリー9 - 東京都心の鉄道複雑エリア、II 列車の走行ルート」、交友社『鉄道ファン』第48巻6号（通巻第566号）2008年6月号
* JR東日本公式ウェブサイト 各駅情報（西船橋駅）構内図
| | ↑ 南船橋・海浜幕張 方面         |  |
| ← 新松戸・南浦和・西国分寺・ 府中本町 方面 | 西船橋駅高架ホーム 鉄道配線略図 |  |
| | ↓ 新木場・東京 方面             |  |
| 凡例 出典:以下を参考に作成。 * 祖田圭介、「西船橋駅付近の配線略図」、「特集 短絡線ミステリー9 - 東京都心の鉄道複雑エリア、II 列車の走行ルート」、 交友社、『鉄道ファン』第48巻6号（通巻第566号） 2008年6月号、38頁 図30。 * 祖田圭介、「西船橋駅配線図」、「武蔵野線・京葉線 建設の経緯と線路配線」、『鉄道ピクトリアル』、第52巻8号 （通巻第720号）2002年8月号、電気車研究会、2002、55頁、図－8。 * JR東日本公式ウェブサイト 各駅情報（西船橋駅） 構内図 |                                 |  |

| 運転番線 | 営業番線 | ホーム     | 府中本町方面着発 | 蘇我方面着発 | 東京方面着発 | 備考               |
| -------- | -------- | ---------- | ---------------- | ------------ | ------------ | ------------------ |
| 京1      |          | ホームなし | 到着可           | 出発可       | 不可         | 着発は12番線を経由 |
| 12       | 12       | 8両分      | 到着・出発可     | 出発可       | 出発可       |                    |
| 11       |          | 8両分      | 到着・出発可     | 出発可       | 出発可       |                    |
| 10       | 10       | 10両分     | 到着・出発可     | 到着・出発可 | 到着・出発可 |                    |
| 9        |          | 10両分     | 到着・出発可     | 到着・出発可 | 到着・出発可 |                    |

- 京1番線は12番線の二俣新町寄りの、二俣支線下り線と高谷支線上り線のポイントとポイントの間にある。一部の貨物列車が旅客列車を待避している。
- 11番線東京側出発信号、11番線東京側12番線からの合流ポイント、12番線府中本町側出発信号、武蔵野線下り本線シーサスクロッシング府中本町側に入換信号が取り付けられ、11番線への下り到着列車に対する機回しが円滑になった。機回しは過去に事例がある。

* 参考資料：「西船橋駅付近の配線略図」「特集 短絡線ミステリー9 - 東京都心の鉄道複雑エリア、II 列車の走行ルート」、交友社『鉄道ファン』第48巻6号（通巻第566号）2008年6月号
* 「西船橋駅配線図」「武蔵野線・京葉線　建設の経緯と線路配線」『鉄道ピクトリアル』第52巻8号（通巻第720号）2002年8月号
* JR東日本公式ウェブサイト 各駅情報（西船橋駅） 構内図

## 利用状況
- JR東日本 - 2023年度（令和5年度）の1日平均乗車人員は125,955人である[JR 1]。
同社の駅で中野駅に次ぎ第18位、千葉県内で第1位、千葉支社管内で1位である。2016年度（平成28年度）まで千葉県内で船橋駅に次ぎ2位で、2017年（平成29年）からは1位となっている。この数字には東京メトロとの直通列車の利用者も含まれている。
- 東京メトロ - 2024年度（令和6年度）の1日平均乗降人員は265,133人である[メトロ 1]。JR東日本や東葉高速線との直通人員も含まれる。
- 東葉高速鉄道 - 2022年度（令和4年度）の1日平均乗車人員は52,316人である。
同社の駅では第1位である。

### 年度別1日平均乗降人員
1969年度（昭和44年度）以降の1日平均乗降人員の推移（JR、東葉高速鉄道は除く）。
| 年度               | 営団 / 東京メトロ | 営団 / 東京メトロ |
| 年度               | 1日平均 乗降人員  | 増加率            |
| ------------------ | ----------------- | ----------------- |
| 1969年（昭和44年） | 69,871            |                   |
| 2000年（平成12年） | 241,994           |                   |
| 2001年（平成13年） | 243,832           | 0.8%              |
| 2002年（平成14年） | 242,230           | −0.7%             |
| 2003年（平成15年） | 238,618           | −1.5%             |
| 2004年（平成16年） | 236,205           | −1.0%             |
| 2005年（平成17年） | 234,157           | −0.9%             |
| 2006年（平成18年） | 239,410           | 2.2%              |
| 2007年（平成19年） | 272,588           | 13.9%             |
| 2008年（平成20年） | 278,117           | 2.0%              |
| 2009年（平成21年） | 275,515           | −0.9%             |
| 2010年（平成22年） | 276,164           | 0.2%              |
| 2011年（平成23年） | 271,057           | −1.8%             |
| 2012年（平成24年） | 274,785           | 1.4%              |
| 2013年（平成25年） | 279,770           | 1.8%              |
| 2014年（平成26年） | 280,011           | 0.1%              |
| 2015年（平成27年） | 285,186           | 1.8%              |
| 2016年（平成28年） | 289,430           | 1.5%              |
| 2017年（平成29年） | 293,332           | 1.3%              |
| 2018年（平成30年） | 295,943           | 0.9%              |
| 2019年（令和元年） | 291,416           | −1.5%             |
| 2020年（令和02年） | 212,994           | −26.9%            |
| 2021年（令和03年） | 221,498           | 4.0%              |
| 2022年（令和04年） | 244,493           | 10.4%             |
| 2023年（令和05年） | 258,255           | 5.6%              |
| 2024年（令和06年） | 265,133           | 2.7%              |

### 年度別1日平均乗車人員（1958年 - 2000年）
開業以後の1日平均乗車人員の推移は下表の通りである。
| 年度               | 国鉄 / JR東日本 | 営団       | 東葉高速鉄道 | 出典              |
| ------------------ | --------------- | ---------- | ------------ | ----------------- |
| 1958年（昭和33年） | 2,101           | 未 開 業   | 未 開 業     | [ 千葉県統計 1 ]  |
| 1959年（昭和34年） | 4,208           | 未 開 業   | 未 開 業     | [ 千葉県統計 2 ]  |
| 1960年（昭和35年） | 5,610           | 未 開 業   | 未 開 業     | [ 千葉県統計 3 ]  |
| 1961年（昭和36年） | 6,897           | 未 開 業   | 未 開 業     | [ 千葉県統計 4 ]  |
| 1962年（昭和37年） | 8,531           | 未 開 業   | 未 開 業     | [ 千葉県統計 5 ]  |
| 1963年（昭和38年） | 9,792           | 未 開 業   | 未 開 業     | [ 千葉県統計 6 ]  |
| 1964年（昭和39年） | 11,205          | 未 開 業   | 未 開 業     | [ 千葉県統計 7 ]  |
| 1965年（昭和40年） | 11,742          | 未 開 業   | 未 開 業     | [ 千葉県統計 8 ]  |
| 1966年（昭和41年） | 12,502          | 未 開 業   | 未 開 業     | [ 千葉県統計 9 ]  |
| 1967年（昭和42年） | 14,133          | 未 開 業   | 未 開 業     | [ 千葉県統計 10 ] |
| 1968年（昭和43年） | 13,963          | [ 備考 2 ] | 未 開 業     | [ 千葉県統計 11 ] |
| 1969年（昭和44年） | 28,690          |            | 未 開 業     | [ 千葉県統計 12 ] |
| 1970年（昭和45年） | 52,952          |            | 未 開 業     | [ 千葉県統計 13 ] |
| 1971年（昭和46年） | 70,756          |            | 未 開 業     | [ 千葉県統計 14 ] |
| 1972年（昭和47年） | 69,965          |            | 未 開 業     | [ 千葉県統計 15 ] |
| 1973年（昭和48年） | 63,415          |            | 未 開 業     | [ 千葉県統計 16 ] |
| 1974年（昭和49年） | 66,200          |            | 未 開 業     | [ 千葉県統計 17 ] |
| 1975年（昭和50年） | 66,769          | 37,001     | 未 開 業     | [ 千葉県統計 18 ] |
| 1976年（昭和51年） | 68,911          | 90,956     | 未 開 業     | [ 千葉県統計 19 ] |
| 1977年（昭和52年） | 73,074          | 96,449     | 未 開 業     | [ 千葉県統計 20 ] |
| 1978年（昭和53年） | 74,236          | 92,382     | 未 開 業     | [ 千葉県統計 21 ] |
| 1979年（昭和54年） | 75,929          | 95,843     | 未 開 業     | [ 千葉県統計 22 ] |
| 1980年（昭和55年） | 77,972          | 99,879     | 未 開 業     | [ 千葉県統計 23 ] |
| 1981年（昭和56年） | 81,445          | 104,844    | 未 開 業     | [ 千葉県統計 24 ] |
| 1982年（昭和57年） | 84,545          | 105,902    | 未 開 業     | [ 千葉県統計 25 ] |
| 1983年（昭和58年） | 86,559          | 108,916    | 未 開 業     | [ 千葉県統計 26 ] |
| 1984年（昭和59年） | 91,161          | 112,869    | 未 開 業     | [ 千葉県統計 27 ] |
| 1985年（昭和60年） | 95,317          | 116,659    | 未 開 業     | [ 千葉県統計 28 ] |
| 1986年（昭和61年） | 105,377         | 123,942    | 未 開 業     | [ 千葉県統計 29 ] |
| 1987年（昭和62年） | 117,751         | 128,164    | 未 開 業     | [ 千葉県統計 30 ] |
| 1988年（昭和63年） | 129,775         | 130,921    | 未 開 業     | [ 千葉県統計 31 ] |
| 1989年（平成元年） | 121,287         | 120,788    | 未 開 業     | [ 千葉県統計 32 ] |
| 1990年（平成02年） | 120,578         | 116,821    | 未 開 業     | [ 千葉県統計 33 ] |
| 1991年（平成03年） | 122,275         | 117,824    | 未 開 業     | [ 千葉県統計 34 ] |
| 1992年（平成04年） | 124,816         | 117,013    | 未 開 業     | [ 千葉県統計 35 ] |
| 1993年（平成05年） | 126,843         | 117,552    | 未 開 業     | [ 千葉県統計 36 ] |
| 1994年（平成06年） | 126,085         | 116,724    | 未 開 業     | [ 千葉県統計 37 ] |
| 1995年（平成07年） | 124,803         | 114,021    | 未 開 業     | [ 千葉県統計 38 ] |
| 1996年（平成08年） | 118,907         | 123,272    | 26,263       | [ 千葉県統計 39 ] |
| 1997年（平成09年） | 111,751         | 122,979    | 35,794       | [ 千葉県統計 40 ] |
| 1998年（平成10年） | 108,943         | 123,070    | 39,177       | [ 千葉県統計 41 ] |
| 1999年（平成11年） | 106,351         | 120,480    | 40,478       | [ 千葉県統計 42 ] |
| 2000年（平成12年） | 106,048         | 121,330    | 42,782       | [ 千葉県統計 43 ] |

### 年度別1日平均乗車人員（2001年以降）
| 年度               | JR東日本 | 営団 / 東京メトロ | 東葉高速鉄道 | 出典              |
| ------------------ | -------- | ----------------- | ------------ | ----------------- |
| 2001年（平成13年） | 106,277  | 122,314           | 44,830       | [ 千葉県統計 44 ] |
| 2002年（平成14年） | 106,845  | 121,675           | 45,603       | [ 千葉県統計 45 ] |
| 2003年（平成15年） | 105,895  | 119,657           | 45,173       | [ 千葉県統計 46 ] |
| 2004年（平成16年） | 105,230  | 117,559           | 44,683       | [ 千葉県統計 47 ] |
| 2005年（平成17年） | 105,892  | 116,808           | 45,224       | [ 千葉県統計 48 ] |
| 2006年（平成18年） | 108,717  | 119,305           | 46,592       | [ 千葉県統計 49 ] |
| 2007年（平成19年） | 123,619  | 137,363           | 51,701       | [ 千葉県統計 50 ] |
| 2008年（平成20年） | 125,785  | 138,461           | 53,150       | [ 千葉県統計 51 ] |
| 2009年（平成21年） | 125,114  | 136,652           | 52,418       | [ 千葉県統計 52 ] |
| 2010年（平成22年） | 125,855  | 137,062           | 52,450       | [ 千葉県統計 53 ] |
| 2011年（平成23年） | 125,276  | 134,620           | 52,004       | [ 千葉県統計 54 ] |
| 2012年（平成24年） | 126,834  | 136,190           | 52,571       | [ 千葉県統計 55 ] |
| 2013年（平成25年） | 130,814  | 138,655           | 53,887       | [ 千葉県統計 56 ] |
| 2014年（平成26年） | 131,895  | 139,275           | 54,701       | [ 千葉県統計 57 ] |
| 2015年（平成27年） | 134,362  | 141,814           | 56,373       | [ 千葉県統計 58 ] |
| 2016年（平成28年） | 136,067  | 143,909           | 57,689       | [ 千葉県統計 59 ] |
| 2017年（平成29年） | 138,177  | 145,674           | 59,682       | [ 千葉県統計 60 ] |
| 2018年（平成30年） | 139,347  | 147,067           | 60,793       | [ 千葉県統計 61 ] |
| 2019年（令和元年） | 138,618  | 144,871           | 61,105       | [ 千葉県統計 62 ] |
| 2020年（令和02年） | 103,947  | 106,071           | 44,547       | [ 千葉県統計 63 ] |
| 2021年（令和03年） | 110,680  | 110,265           | 45,802       | [ 千葉県統計 64 ] |
| 2022年（令和04年） | 119,941  | 121,757           | 52,316       | [ 千葉県統計 65 ] |
| 2023年（令和05年） | 125,955  | 128,582           | 56,122       |                   |

備考
1. ↑  1958年11月10日開業。開業日から翌年3月31日までの計142日間を集計したデータ。
2. ↑  1969年3月29日開業。
3. ↑  1996年度から東葉高速鉄道との直通人員を含む値。
4. ↑  1996年4月27日開業。開業日から翌年3月31日までの計339日間を集計したデータ。

## 駅周辺

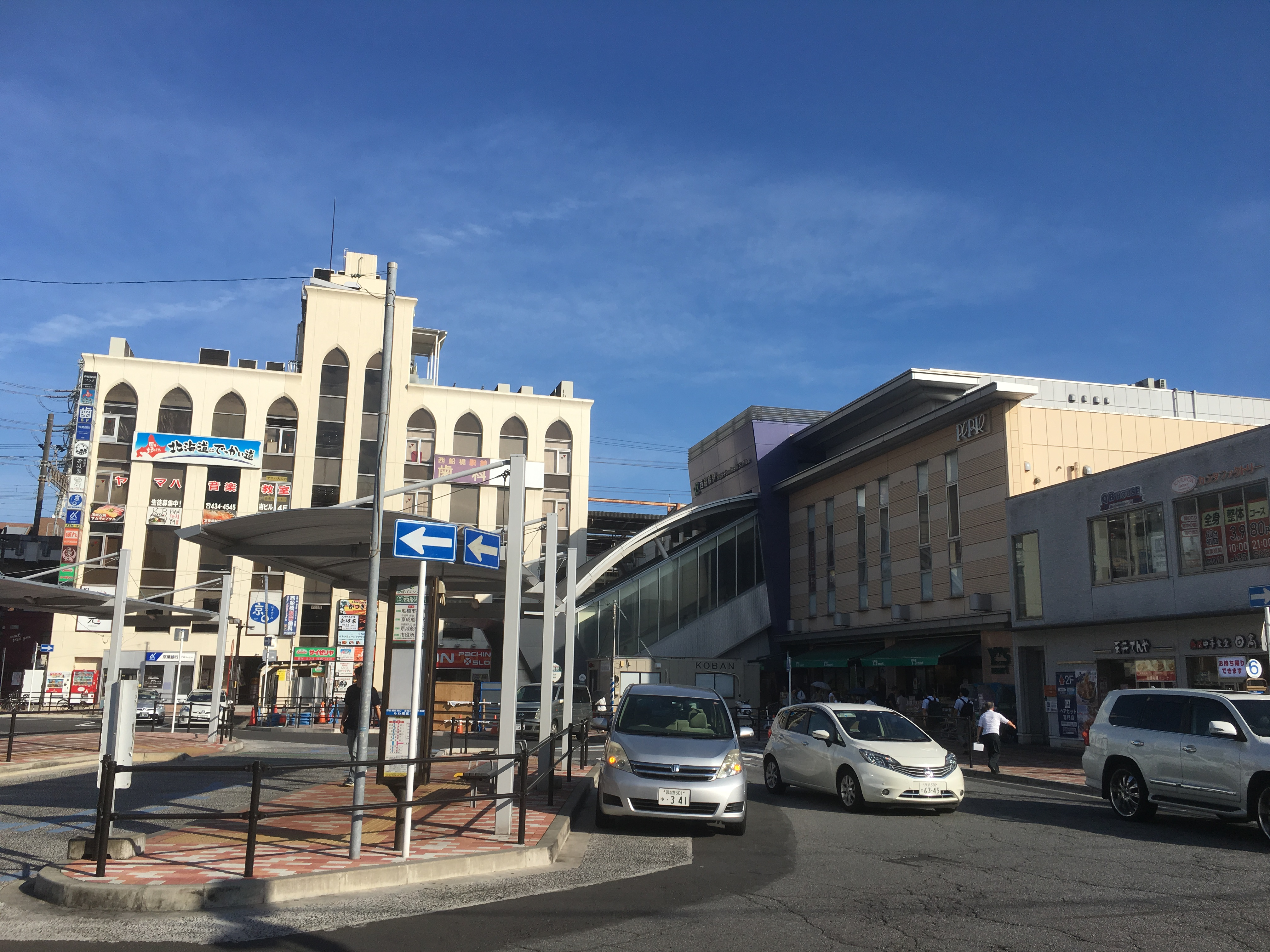
北口駅前広場（2019年9月）

北口から徒歩5・6分に京成本線の京成西船駅がある。連絡定期券は発売しておらず、JRと京成の乗り換えは船橋駅（京成船橋駅）および幕張本郷駅（京成幕張本郷駅）の方が多く利用される。駅周辺は飲食店、カフェ、ファーストフード店、食品スーパーが多く、少し離れると海神方面や南口方面中心に閑静な住宅街となる。
また、近隣の葛飾小学校が帰国子女受け入れ校に指定されている関係もあり、教育レベルも高く、学習塾、予備校が数多くある。

### 駅周辺施設

#### 駅舎内の施設（駅ナカ・駅ビル）
改札内、改札外にまたがる駅ナカ商業施設として、北口側のJR側に「ペリエ西船橋」があり、約30店舗の専門店を有する。
更に南口側の東京メトロ側は5店舗程の専門店で構成される、「メトロピア西船橋」がある。
- 改札内
  - ペリエ西船橋
    - NewDays、NewDaysKIOSK、Becker's、スープストックトーキョー、カルディコーヒーファーム、メガネスーパーコンタクト
    - 西船珈琲研究所、BOOK EXPRESS、Zoff、リラクゼ

  - メトロピア西船橋
    - MINiPLA、めとろ庵、ビューアルッテ
- 改札外
  - ペリエ西船橋、VIEW ALTTE、スターバックス、ココプレス
  - 指定席券売機

#### 駅
- 京成西船駅 - 北口より徒歩約5分の場所に位置している。各社との連絡運輸業務は取り扱っていない。

#### その他

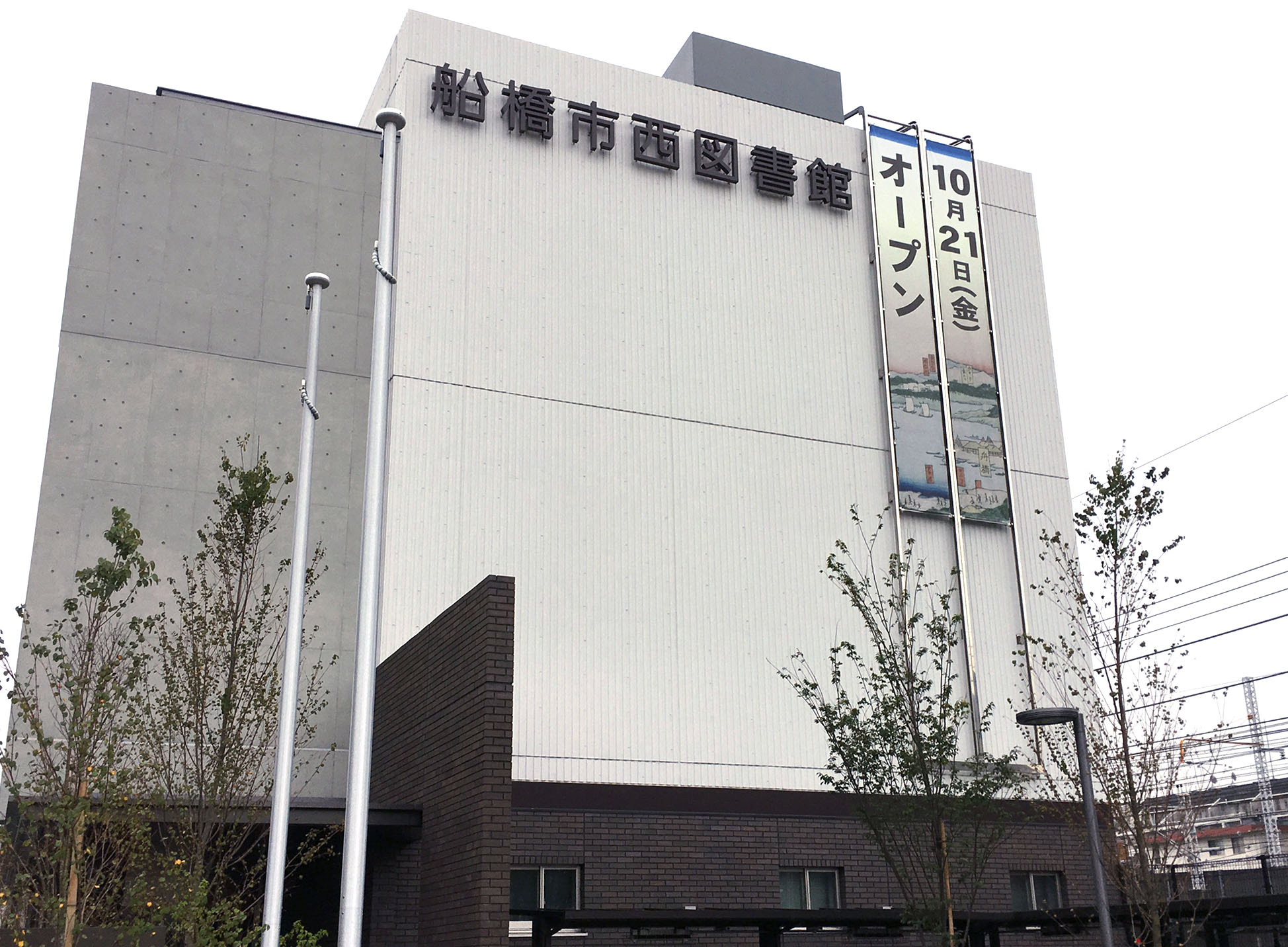
船橋市西図書館

#### 北口
- 道路
  - 国道14号（千葉街道）
  - 千葉県道179号船橋行徳線
- 西船近隣公園
- 船橋市役所 西船橋出張所
- 西船橋駅前郵便局
- 船橋市西図書館
- 船橋警察署 西船橋駅前交番
- 教育
  - 船橋市立葛飾中学校
  - 船橋市立葛飾小学校
  - 東京医療保健大学
  - 早稲田予備校 西船橋校
- 西船駅前プラザ
- 船橋中央病院
- 山口病院
- 山野浅間神社

#### 南口
- 京葉道路（原木インターチェンジ）
- 西船橋駅南口郵便局
- 東京経営短期大学（2025年4月より環太平洋大学になる予定）
- アパホテル〈西船橋駅前〉
- スーパーマーケット
  - スーパー九州屋 西船橋店
  - スーパーセレクション 西船橋店
  - スーパーベルクス 西船橋店
  - スーパージェーソン 西船橋店
  - セレクション 西船橋店
  - ドン・キホーテ 原木西船橋店

## バス路線

### 北口
駅前ロータリーと北口高速バスターミナルから以下の路線が京成バス・京成バス千葉イースト・京成バス千葉セントラル・京成バス千葉ウエストなどにより運行されている。中山競馬場においてレースなどが開催される際は当駅から臨時の競馬場行バスが1番乗り場付近から発車する。
| のりば                 | 運行事業者                          | 系統・行先                                                                                       | 備考                         |
| 駅前ロータリー         | 駅前ロータリー                      | 駅前ロータリー                                                                                   | 駅前ロータリー               |
| ---------------------- | ----------------------------------- | ------------------------------------------------------------------------------------------------ | ---------------------------- |
| 1                      | 京成バス千葉セントラル              | 中山01：市営霊園                                                                                 |                              |
| 1                      | 京成バス千葉セントラル              | JRA中山競馬場                                                                                    | 競馬開催日の土曜・休日に運行 |
| 2                      | 京成バス千葉セントラル              | 白井線：白井駅 / 白井車庫                                                                        |                              |
| 3                      | 京成バス                            | - Fs04：行田団地 - Fs03：桐畑 - Fs05：前貝塚 - Fs02：市川営業所 - Fs01：ファイターズタウン鎌ケ谷 |                              |
| 3                      | 京成バス千葉イースト                | 深夜急行：成田空港                                                                               | 運休中                       |
| 3                      | 京成バス千葉ウエスト                | 深夜急行：鎌ヶ谷大仏                                                                             | 運休中                       |
| 5                      | 京成バス千葉セントラル              | 西船11・西船12：船橋市役所 / 京成船橋駅                                                          |                              |
| 北口高速バスターミナル |                                     |                                                                                                  |                              |
| 7                      | - 京成バス - 京浜急行バス           | 高速：羽田空港                                                                                   |                              |
| 7                      | 京成バス千葉イースト・宮城交通      | 昼行高速 「ザ・サンライナー」：仙台駅西口・松島海岸駅                                            | 2023年7月14日運行開始        |
| 7                      | 京成バス千葉イースト                | 夜行高速：仙台駅・松島海岸駅                                                                     | 運休中                       |
| 7                      | - 京成バス - 奈良交通               | やまと号：天理駅・奈良駅・大和西大寺駅                                                           |                              |
| 7                      | 京成バス千葉イースト                | きょうと号：京都駅                                                                               |                              |
| 7                      | 京成バス                            | 高速：大阪梅田・神戸三宮                                                                         |                              |
| 7                      | - 和歌山バス - 京成バス千葉ウエスト | サウスウェーブ号：堺駅・和歌山駅                                                                 |                              |
| 7                      | - 京成バス - フジエクスプレス       | - 高速：富士急ハイランド・河口湖駅 - 高速：御殿場プレミアム・アウトレット                        |                              |

### 南口
| 運行事業者               | 系統・行先                                |
| ドコモショップ西船橋店前 | ドコモショップ西船橋店前                  |
| ------------------------ | ----------------------------------------- |
| 京成バス千葉ウエスト     | 市川03：市川駅                            |
| ジャムジャムエクスプレス | JAMJAMライナー：津・伊勢神宮 / 三宮・姫路 |
| セブンイレブン印内町店前 |                                           |
| ツーリストバス           | Tourist Bus：梅田・難波                   |
| 軽井沢バス               | 流星号：京都・天王寺・三宮                |
| 丹沢交通                 | コネクトライナー：富山・金沢              |

ドコモショップ西船橋店前には原木・二俣新町方面へ向かうJBSバスのバス停もあるが、特定輸送路線のため一般客は利用できない。もともとこの路線は、原木地区に2003年まであった東京エアカーゴシティターミナルへの通勤客用の路線として、ターミナルの関連会社・原木ターミナルサービスが運行していたものである。ちなみに当時は限定乗合路線のため、一般利用者の混乗も認められていた。2003年の同社解散後は、旧ターミナル付近の企業による管理組合がジャパン・ビジネス・サービス (JBS) に運行を委託して路線を継続したが、2005年5月20日をもって一般利用者の混乗取り扱いを終了し、通勤客の送迎専用となって現在に至る。かつてはイオンモール船橋の有料送迎バスが同所に停車していたが、2019年9月20日をもって廃止となった。

## 隣の駅
東日本旅客鉄道（JR東日本）
 総武線（各駅停車）
下総中山駅 (JB 29) - 西船橋駅 (JB 30) - 船橋駅 (JB 31)
■京葉線・ 武蔵野線
■各駅停車（東京方面）
市川塩浜駅（京葉線）(JE 09) - 西船橋駅 (JM 10) - 船橋法典駅（武蔵野線）(JM 11)
■各駅停車（海浜幕張方面）・■しもうさ号
南船橋駅（京葉線）(JE 11) - 西船橋駅 (JM 10) - 船橋法典駅（武蔵野線） (JM 11)
東京地下鉄（東京メトロ）
 東西線
■快速・■通勤快速（通勤快速は中野方面のみ運転。どちらも東葉高速線・総武線内は各駅に停車）
浦安駅 (T 18) - 西船橋駅 (T 23) - （東葉高速線 / 総武線船橋方面）
■各駅停車
原木中山駅 (T 22) - 西船橋駅 (T 23) - （東葉高速線 / 総武線船橋方面）
東葉高速鉄道
 東葉高速線（東葉高速線内は全列車各駅に停車）
（東西線） - 西船橋駅 (TR01) - 東海神駅 (TR02)